# Холографија
Холографија (грч. хóлос, „читав, потпун, сав“ и грч. грáфос, „списа, цртеж") - представља методу стварања и репродукције тродимензионалних слика на фотографској плочи применом кохерентне светлости ласера. Холографија је наука и пракса прављења холограма. На фотографској плочи се осим распореда интензитета светлосних зрака, као у обичној фотографији, региструју и њихови смерови и фазе. Типично је холограм фотографски запис светлосног поља, а не слика формирана помоћу сочива. На овај начин холографија омогућава меморисање пуне тродимензионалне структуре снимљеног објекта. Холографски медијум, тј., објекат произведен путем холографског процеса (који се и сам може назвати холограмом) је обично неразумљив када се гледа под дифузним амбијенталним светлом. Он представља кодирање светлосног поља као интерференционог обрасца варијација непрозирности, густине или површинског профила фотографског медијума. Кад је подесно осветљен, интерференциони патерн распршује светлост у виду прецизне репродукције оригиналног светлосног поља, и објекти који су били у њему манифестују визуелне индикације дубине као што су паралакса и перспектива који се реалистично мењају са релативним положајем посматрача. То јест, поглед на слику из различитих углова представља оно што субјекат види из сличних углова.
У свом чистом облику, холографија захтева употребу ласерског светла за осветљавање субјекта и за гледање готовог холограма. Микроскопски ниво детаља кроз снимљену сцену се може репродуковати. Уобичајена пракса је да се направе компромиси у погледу квалитета слике, како би се елиминисала потреба за ласерским осветљењем при гледању холограма, а у неким случајевима и да би се холограм направио. Холографски портрети често користе нехолографски интермедијарни поступак снимања, како би се избегла примена хазардних високо енергетских пулсних ласера, који би били неопходни за оптичко „замрзавање” покретних субјеката. Холограми могу да буду у потпуности компјутерски генерисани да би се приказали објекти или сцене које никада нису постојале.

## Настанак
Принцип холографије открио је још 1948. године мађарски научник Денис Габор истражујући могућности боље моћи разлучивања, но тек је шездесетих година 20. века откриће ласера омогућило практичну примену холографије.
Давно пре Дениса Габора одређена открића створила су претпоставке за проналажење и развој технике холографије:
- 1672. год. Исак Њутн је уз помоћ призме разделио талас беле свјетлости на његове спектралне компоненте
- 1882. године одређена је брзина светлости од 299.778 km/s
- 1948. године. Денис Габор открива основне методе холографије
- 1858. године. Ц. Х. Тауерс и А. Л. Шавлов објављују чланак „Инфрацрвени и оптички ласер“ у којем су наговестили могућност ласерског емитовања кохерентне светлости
- 1960. године. Т. М. Маиман из Калифорније гради први ласер - импулсни рубински ласер
- 1961. године. Проналаском ласера буди се поновно интерес за холографију. Е. Леит и Ј. Упатникс са „Универзитета у Мичигену" понављају ране Габорове експерименте, овог пута уз помоћ ласера. Y. Н. Денисук у Совјетском Савезу снима холограме за чију се репродукцију користи рефлексија беле светлости.[4] Технику рефлексних холограма развија интензивно Строк и његова група са Државног универзитета Њујорка средином 60-их година 20. века.[5] Рани холограми су користили сребро халидне фотографске емулзије као медијум прављење записа. Они нису били веома ефикасни, јер је произведена решетка апсорбовала већи део упадне светлости. Развијене су различите методе конверзије варијација у преносу до варијације индекса преламања (познате као "избељивање") које су омогућиле производњу много ефикаснијих холограма. Разне методе конвертовања варијације у трансмисији у варијацију у рефрактивном индексу (што је познато као „избељавање”) су развијене. Оне омогућавају формирање знатно ефикаснијих холограма.[6][7][8]
- 1971. године. Денис Габор прима Нобелову награду за физику за своја открића основа холографије
- 1972. године. Л. Крос и Д. Смит снимају први холограм објекта у покрету

Може се формирати неколико типова холограма. Трансмисиони холограми, као што су они које су произвели Леит и Упатникс се могу видети пропуштањем ласерског светла кроз њих и посматрањем реконструисаног имиџа са супротне стране холограма. Касније побољшање, холограм „дугине трансмисије”, омогућава подеснију илуминацију белим светлом уместо ласера. Дугини холограми се обично користе за безбедносне и аутентификационе сврхе, на пример, на кредитним картицама и паковањима производа.
Већина произведених холограма су статички објекти. У развоју су системи за приказ промене сцена на холографском волуметријском приказу.
Сматрало се да постоји могућност да се користе рендгенски зраци за прављење холограма веома малих објеката, који би се затим гледали помоћу видљиве светлости. У данашње време, холограми се помоћу x-зрака генеришу користећи синхротроне или x-зрачне слободно електронске ласере као изворе радијације и пикселиране детекторе попут ЦЦД уређаја као медиј за снимање. Реконструкција се затим преузима путем прорачуна. Због краће таласне дужине x-зрака у поређењу са видљивом светлошћу, овај приступ омогућава приказивање објеката са већом просторном резолуцијом. Слободно електронски ласери могу да произведу ултракратке пулсеве x-зрака у опсегу од неколико фемтосекунди који су интензивни и кохерентни. Из тог разлога је холографија x-зрака кориштена за снимање ултрабрзих динамичких процеса.

## Примена холографије
Осим фотографисања брзих појава с великом просторном дубином, просторног приказивања струјања гасова и течности, деформација у еластичним предметима, холографија омогућава и нови принцип рада рачунара на бази оптичких меморија. Помоћу холографије са снопом електрона (електронска холографија) снимљена је и унутрашњост атома. Иако је холографија поспешила решавање многих проблема у физици и техници, сам је поступак релативно сложен и скуп. Зато се и холографија примењује само онда кад се другим, приступачнијим методама не могу постићи бољи резултати.

## Снимање холограма
Објект се осветли паралелним монохроматским кохерентним снопом светлости (ласер), а део тог истог снопа пада и на фотоплочу, на којој долази до интерференције двају поља светлости: изворног кохерентног и распршеног од сниманог предмета. На фотоплочи (холограму) не виде се контуре предмета, него интерференције које у својим тамним и светлим линијама садрже све информације о смеру, интензитету и фази светлости снимљеног предмета.

## Читање холограма
Да би се из холограма опет реконструисала слика, потребно је поновити поступак какав је употребљен при добијању холограма. Када се снимљени холограм осветли једнаким равномерним референтним таласом који пада на њега под једнаким углом као и при снимању, светлост кроз холограм делимично пролази без савијања, као талас нултог реда, а делимично се савија формирајући таласе 1. реда. Један талас 1. реда даје реалну слику објекта, а други талас 1. реда виртуелну слику. Обе слике су тродимензионалне, с тиме да се реална слика може даље регистровати (снимити) фотографским поступком, а виртуелна не. Слика објекта добијеног репродукцијом холограма верна је објекту, исте је величине као и објекат, а зависно о углу посматрања холограма могуће је видети предмете који стоје један иза другог. Посматрач који гледа холограм има утисак да гледа на светли предмет кроз оквир холограма.

## Особине холограма
Из наведених података о снимању и репродукцији холограма може се закључити да свако место на холограму садржи слику објекта. При резању на два једнака дела не губи се пола слике, него се на свакој половини опет може видети читав објекат. Ако се холограм даље дели, на сваком комаду остаје груба слика објекта иако се детаљи губе. Ово својство холограма битно му побољшава квалитет јер ако на фотоосетљивој емулзији постоје грешке или прашина уништи делић емулзије - квалитет слике остаће задовољавајућа, што није случај при класичном фотографском поступку где свака грешка на негативу значи заувек изгубљену информацију.
Још једна предност холографије према фотографском поступку је да холограм пролази само кроз процес развијања, а од настанка фотографије или дијапозитива морају се извести два хемијска поступка - развијање негатива и након пресликавања негатива на позитив, развијање самог позитива.